# Скала (флорбольный клуб)
Скала — флорбольный клуб из Мелитополя, который выступает в Чемпионате Украины по флорболу. Клуб основан в 2007 году местными любителями флорбола.

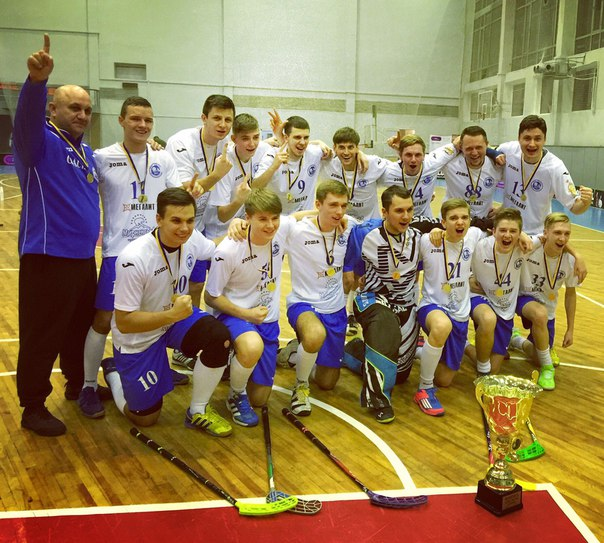
Пятикратные чемпионы.

## Достижения

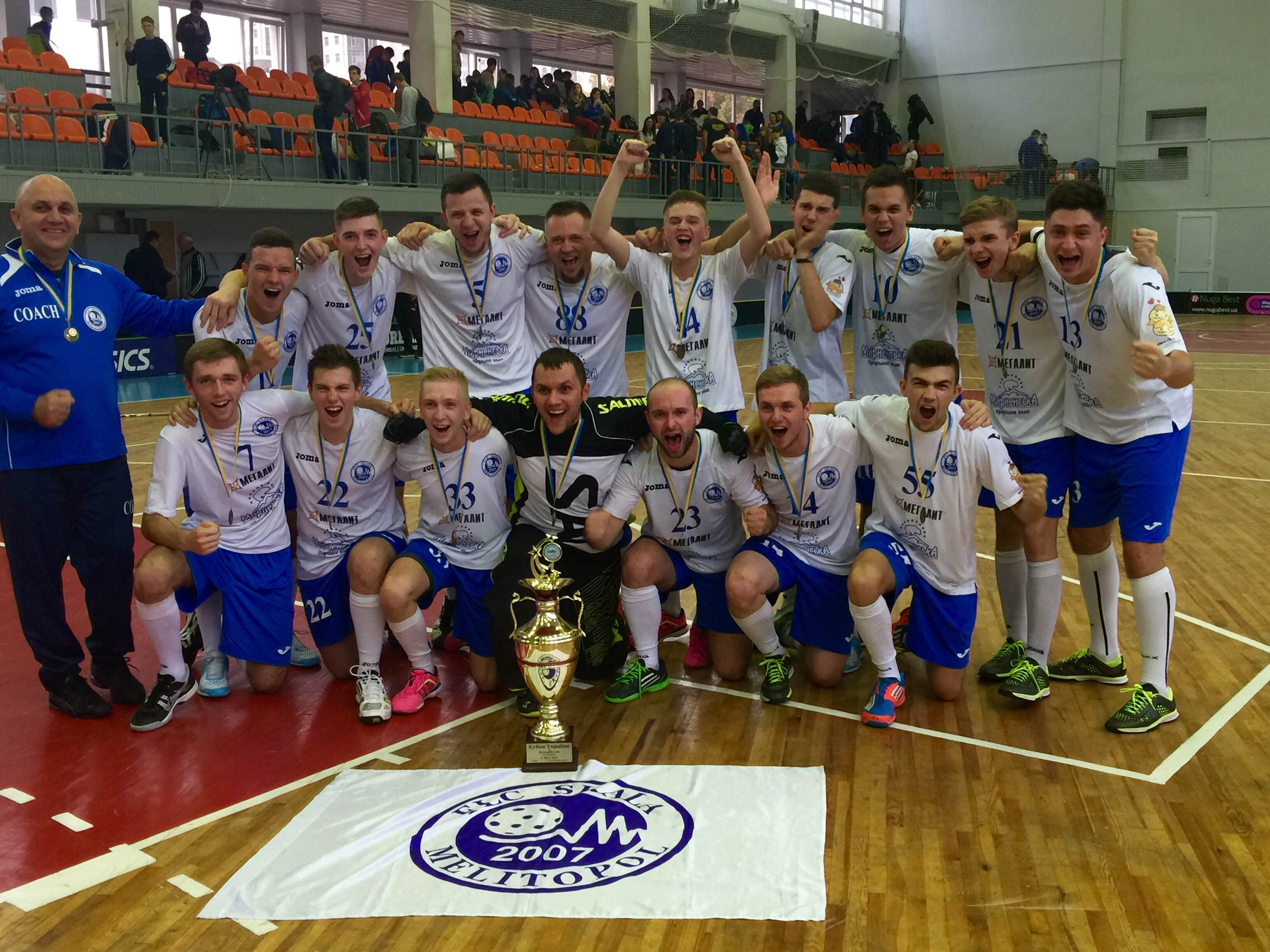

Команда является шестикратным чемпионом Украины, участником турниров Крылатый мяч, Кубок Лемберг, основателем Кубка «Скалы».
- Чемпионат Украины
  -  Чемпион: 2010[1], 2011[2], 2012[3], 2014[4]
- Кубок Украины
  -  Чемпион: 2011[5], 2015[6], 2016
  -  Бронзовый призёр: 2010[7]